# Dichochrysa perfecta
Dichochrysa perfecta is een insect uit de familie van de gaasvliegen (Chrysopidae), die tot de orde netvleugeligen (Neuroptera) behoort. 
Dichochrysa perfecta is voor het eerst wetenschappelijk beschreven door Banks in 1895.